# Opius obscurator
Opius obscurator är en stekelart som först beskrevs av Bouche 1834.  Opius obscurator ingår i släktet Opius och familjen bracksteklar. Inga underarter finns listade i Catalogue of Life.